# Dimitri Buschin
Dimitri „Dima“ Buschin (* 15. Juni 1968) ist ein ehemaliger russisch-deutscher Basketballspieler. Der 2,06 Meter große Centerspieler lief in der Basketball-Bundesliga für die SG Braunschweig und für BCJ Hamburg auf.

## Laufbahn
Buschin war sowjetischer Juniorennationalspieler und wechselte in den frühen 1990er Jahren zum USC Magdeburg nach Deutschland. Im Spieljahr 1994/95 ging er für BCJ Hamburg in der Regionalliga auf Korbjagd. 1995 nahm er die deutsche Staatsbürgerschaft an. In der Saison 1995/96 gehörte er zum Aufgebot des Erstligisten SG Braunschweig. 1996 kehrte er nach Hamburg zurück und stieg mit den Hanseaten 1999 in die Basketball-Bundesliga auf. In der Spielzeit 1999/2000 wurde der Innenspieler in 23 Bundesliga-Begegnungen eingesetzt und bilanzierte im Schnitt 1,4 Punkte je Partie. Im Dezember 2000 verließ er BCJ und wechselte zum OBC Wolmirstedt in die zweite Liga, nachdem bis dahin im Saisonverlauf 2000/01 zehn Bundesliga-Spiele für die Hamburger bestritten hatte und dabei Mittelwerte von 1,8 Punkten sowie 2,2 Rebounds je Begegnung verbucht hatte.
Buschin spielte bis 2005 in Wolmirstedt beziehungsweise nach dem Umzug der Mannschaft in Magdeburg, die meiste Zeit davon in der 1. Regionalliga. Nach dem Ende seiner Leistungssportlaufbahn war er noch für unterklassige Magdeburger Mannschaften als Spieler tätig.